# إبراهيم فوزي
إبراهيم فوزي باشا وهو قائد عسكري مصري عمل بالسودان. وكان أحد المساهمين والمؤيدين لثورة وحركة أحمد عرابي وسجن وعزل من منصبه عام 1882 ثم عفي عنه.

## سيرته
عين إبراهيم فوزي في منصب مدير إقليم بحر الغزال وكذلك مديرية خط الاستواء في عام 1877، ثم نقل إلى حكمدارية السودان وبعدها رجع إلى منصبهِ الأول حيث أعيد إلى مصر. ولقد مثل أمام المحكمة العسكرية في أعقاب أحداث الثورة العرابية في عام 1882، وجرد من ألقابه وأنواطه. ثم عفي عنه، وصحب جوردون إلى مدينة الخرطوم، وتولى قيادة حامية الخرطوم، وانتصر على حركة وثورة المهديين، ولما سقطت مدينة الخرطوم في أيديهم أسره المهديون وسجنوه أعواما حتى أنقذه الجيش المصري من الأسر في شهر سبتمبر من عام 1898.

## من مؤلفاته
- السودان بين يدى جوردون وكتشنر - وشمل الكتاب مذكراته في الأسر.[4]